# Témoin indésirable (mini-série)
Témoin indésirable (Ordeal by innocence) est une mini-série britannique produite par la BBC, réalisée par Sandra Goldbacher d'après le roman d'Agatha Christie, Témoin indésirable écrit en 1958.
Elle est diffusée en trois épisodes du 1er au 20 avril 2018 au Royaume-Uni sur la BBC, et en France à partir du 6 mars 2019 sur C8 et Canal+ en quatre épisodes.
La série a attiré des critiques positives malgré quelques réactions négatives sur les modifications apportées à l'intrigue originale. La direction et le style ont été particulièrement appréciés. La série est publiée en DVD par Universal Pictures UK le 11 mars 2019.

## Synopsis
Le soir de Noël 1954, la richissime Rachel Argyll est assassinée à Sunny Point, le somptueux domaine de la famille. Jack, son fils adoptif, est vite inculpé et incarcéré. Il ne sera jamais jugé : il meurt en prison avant son procès. Dix-huit mois plus tard, un inconnu se présente chez les Argyll, assurant détenir le preuve de l’innocence de Jack. Qui est-il ? dit-il vrai ? Et dans ce cas, qui a tué Rachel ?

## Distribution

### Acteurs principaux
- Bill Nighy (VF : Georges Claisse) : Leo Argyll[2]
- Anna Chancellor (VF : Juliette Degenne) : Rachel Argyll, épouse de Leo, assassinée[3]
- Anthony Boyle : Jack Argyll, fils adoptif de Leo et Rachel, accusé de meurtre
- Christian Cooke : Mickey Argyll, fils adoptif de Leo et Rachel
- Eleanor Tomlinson (VF : Victoria Grosbois) : Mary Durrant-Argyll, fille adoptive de Leo et Rachel, épouse de Philip Durrant
- Matthew Goode (VF : Alexis Victor) : Philip Durrant, époux de Mary
- Ella Purnell : Hester Argyll, fille adoptive de Leo et Rachel
- Crystal Clarke (VF : Aurélie Konaté) : Christina Argyll, fille adoptive de Leo et Rachel
- Morven Christie (VF : Flora Brunier) : Kirsten Lindstrom, gouvernante chez les Argyll
- Luke Treadaway (VF : Damien Ferrette) : Arthur Calgary, l'alibi de Jack
- Alice Eve (VF : Karine Foviau) : Gwenda Vaughn, ancienne secrétaire de Rachel et fiancée à Leo

### Acteurs secondaires
- Brian McCardie : Bellamy Gould, détective en chef et ami de Leo
- Frances Gray : Lydia Gould, épouse de Bellamy
- Luke Murray : Jack Argyll enfant
- Rhys Lambert : Mickey Argyll enfant
- Catriona McNicholl : Mary Argyll enfant
- Hayden Robertson : Hester Argyll enfant
- Abigail Conteh : Christina Argyll enfant
- Alexandra Finnie : Kirsten Lindstrom jeune

## Production
Le drame mystère a été adapté pour l'écran par Sarah Phelps qui était à l'origine des deux précédentes adaptations de Agatha Christie pour la BBC au cours de la période de Noël (Dix Petits Nègres et Témoin à charge). Phelps a reconnu avoir modifié certains éléments de l'histoire, en particulier la fin, et quand on lui a demandé ce que les puristes pourraient penser, elle a répondu : « Je me fous de ce que les gens disent que ça doit être pur. Non, ça ne le fait pas. Si vous voulez une pure adaptation, allez chercher quelqu'un d'autre pour le faire »
La série a été tournée dans et autour de la ville d’Inverkip, dans le district d’Inverclyde, à l’ouest de Glasgow. La propriété de Ardgowan House a été utilisée comme la maison familiale des Argyll de Sunny Point.
La série devait à l'origine être diffusée pendant les vacances de Noël et du nouvel an 2017/2018, mais a été annulée en raison des allégations d'agression sexuelle contre Ed Westwick, acteur censé interpréter le rôle de Mickey Argyll. Ce dernier a été remplacé par Christian Cooke et la diffusion reporté à la période estivale de 2018.

## Épisodes
| N° | Titre       | Réalisation       | Scénario     | Diffusion                                 |
| 1 | "Épisode 1" | Sandra Goldbacher | Sarah Phelps | 1er avril 2018 (BBC) 6 mars 2019 (Canal+) |
| --- | ----------- | ----------------- | ------------ | ----------------------------------------- |
| Rachel Argyll, richissime héritière, tombe sur le sol, saignant abondamment d'une blessure à l'arrière de la tête, potentiellement causée par une carafe à whisky. Alors que son corps est emporté sur une civière, la police relève les empreintes digitales sur l'arme présumée, la carafe à whisky qui comporte le sang de Rachel. L'un de ses cinq enfants adoptifs, Jack Argyll, est arrêté et inculpé du meurtre. Ses empreintes sont retrouvés sur l'arme présumé. Son père, Leo Argyll, lui rend visite au poste de police et lui apprend que ses empreintes ont été retrouvées sur l'arme du crime. Jack clame son innocence et déclare avoir été pris en voiture vers 21 heures, à l'heure où Rachel est morte. Le lendemain, Jack est battu à mort en prison avant le procès et la famille l’enterre. Dix-huit mois plus tard, Leo Argyll se prépare à épouser l'ancienne secrétaire de Rachel, Gwenda Vaughan. Ceci voit le retour du second fils, Mickey Argyll, et l’arrivée d’un visiteur étrange, le Dr. Arthur Calgary, qui se rend chez le domicile des Argyll à Sunny Point. La famille, qui prépare le mariage de Leo et Gwenda, est surprise de son arrivée et il est pris pour un musicien. Il révèle alors son identité et prétend être l'alibi de Jack, l'homme qui l'a transporté à l’époque du meurtre de Rachel, prouvant ainsi tardivement l’innocence de Jack. Calgary prétend être un physicien qui a séjourné dans l’Arctique dans le cadre d’un projet de recherche, ce qui explique le retard dans la communication. Il dit à Leo qu'il est prêt à témoigner pour prouver l'innocence de Jack et le faire libérer, c'est là que Leo lui apprend la mort de ce dernier. Dévasté, Calgary quitte la famille Argyll et s'installe dans un hôtel pas loin. Plus-tard, alors qu'il dort dans sa chambre d'hôtel, Mickey Argyll va l'interroger et le mettre en garde. À l'hôtel, Philip Durrant, le mari de la fille adoptive aînée de Rachel et Leo, se rend à Calgary pour le dîner afin de proposer un plan permettant de gagner de l'argent grâce à la révélation de Calgary en vendant l'histoire aux journaux. Durrant, un ancien pilote de la Royal Air Force handicapé dans un accident de voiture, est présenté comme un mari abusif et un toxicomane à la morphine. Sa femme Mary est également sévère avec sa sœur Christina Argyll et Gwenda qu'elle déteste, elle lui dit qu'elle ne remplacera jamais sa mère. |             |                   |              |                                           |
| 2 | "Episode 2" | Sandra Goldbacher | Sarah Phelps | 8 avril 2018 (BBC) 6 mars 2019 (Canal+)   |
| Le Dr. Calgary retourne à Sunny Point et est repéré par Hester avant que Mickey le force à monter dans une voiture et le conduise à une gare. Il attaque Calgary et le met fermement dans un train et lui dit de partir. En mouvement, Calgary déterminé à disculper Jack, fait arrêter le train au milieu de nulle part pour qu'il puisse descendre et revenir. Au petit-déjeuner à Sunny Point, Phillip contrarie tout le monde et suscite de nombreuses disputes entre frères et sœurs. Il fait remarquer qu'essayer de cacher les nouvelles preuves trouvées à Calgary semblerait suspect à la police. Par la suite, Calgary téléphone à la maison avec la femme de ménage, Kirsten, qui décroche le téléphone en même temps que Leo Argyll. Calgary informe Leo qu'il se rend à la police avec Kirsten qui entend tout, mais qui ne dit rien. Alors que Calgary marche sur la route, il est arrêté par Bellamy Gould, chef de police et ami de Leo Argyll, qui conduit une voiture. Gould remet en question la déclaration de Calgary et semble ne partir que pour faire demi-tour et essayer de tuer Calgary. Gould meurt en essayant, mais Calgary survit. Calgary retourne chez les Argyll et révèle n'avoir pas dit toute la vérité, il déclare avoir été interné dans un hôpital psychiatrique et qu'il s'est enfui le jour de l'assassinat de Rachel et qu'il a pris Jack en voiture et l'a déposé au bar de la ville. Sa déclaration colle avec celle de Jack et la famille commence à le croire et Leo le fait loger et dîner chez lui. Les quatre frères et sœurs Argyll restants se rencontrent plus tard dans la forêt et discutent de l'endroit où ils se trouvaient tous la nuit du meurtre et se querellent lors d'une démonstration de rivalité fraternelle avec Mary Durrant apparaissant comme la plus contrariée par les événements et par la façon dont elle ressent les autres enfants. Vers la fin de l'épisode, Phillip Durrant, qui croit les aveux de Calgary, se persuade que l'assassin est dans la famille et suspecte tout le monde. Il tente de quitter la maison quand il entend des pas derrière lui, il se retourne et dit "bien sûr ! C'était tellement évident !". Dans la matinée, Calgary révèle à Leo qu'il a écrit une formule de détonation pour les bombes larguées sur Hiroshima et Nagasaki, ce qui l'a conduit à devenir fou et à être arrêté contre son gré dans un asile plutôt que dans l'Arctique, comme il l'avait affirmé dans le premier épisode. La nuit de la mort de Rachel, il s’échappa et déposa à Jack. Au petit-déjeuner, Calgary mentionne que la douche dans la chambre de Durrant dure depuis un certain temps. Leo et Calgary vont enquêter et trouvent Phillip Durrant mort sur le sol de la douche avec une aiguille hypodermique au bras.           |             |                   |              |                                           |
| 3 | "Episode 3" | Sandra Goldbacher | Sarah Phelps | 15 avril 2018 (BBC) 6 mars 2019 (Canal+)  |
| Cet épisode se déroule sur une très courte période de temps mais comporte des flash-back pour tous les personnages et détaille leurs raisons pour être éventuellement le tueur de Rachel. Hester s'enfuit de la maison et quand Rachel la retrouve, elle la drogue et l'emmène à l'hôpital où elle demande au médecin d'interrompre sa grossesse. Jack assiste à la liaison de Mickey et Christina et l'utilise contre Rachel. Plus tard, nous voyons Rachel dire à Tina que c'est une "vicieuse". Lorsque Rachel entre dans le bureau de Leo et découvre le sous-vêtement féminin par terre, elle se rend au dernier étage de la maison et attrape Leo et Gwenda sur le lit. Elle informe Gwenda que Leo a l'habitude de coucher avec le personnel et qu'elle n'est pas la première. Gwenda se venge de la sorte et Rachel la frappe au visage. Rachel dit à Leo qu'elle est en train de divorcer et qu'à travers la conversation, il est entendu que l'argent est en son nom et qu'il sera sans le sou. Quand elle quitte le bureau de Leo, elle est confrontée à Mary qui est bouleversée par le fait que Rachel ne l'aime pas. Rachel lui dit qu'elle ne l'a adoptée que parce qu'elle était triste et que ce n'était pas la faute de Mary de ne pas l'avoir empêchée. Jack est témoin de cela et en est consterné. Il confronte donc sa mère et lui avoue la liaison de Tina et Mickey et s'en réjouit de voir sa mère affaiblit par ces mots. En colère, elle avoue à son tour qu'il est le fils de Kirsten, la cuisinière. Jack se rend dans la cuisine voir Kirsten et, à travers un autre flash-back, on lui montre au commissariat qu'il dit qu'il sait que Leo est son père et que Kirsten est sa mère. Il dit à Leo avec acidité qu'il va le détruire et gâcher sa vie. Ensuite, on découvre que Leo tue Rachel avec une statuette. Peu de temps après, Kirsten se présente pour la confronter à propos de l'aveu à Jack de ses liens de filiation. Rachel meurt dans les bras de Kirsten et le policier, Gould, conspire avec Leo pour faire tuer Jack en prison. Après la mort de Phillip, Leo a fait emmener Calgary à l'asile. Ses enfants et Kirsten sont confrontés à ce dernier qui lui montre la statuette comme arme du meurtre, et non la carafe sur laquelle étaient gravées les empreintes digitales de Jack. Plus tard, Gwenda et les quatre enfants restants sont montrés sur le quai au bord du lac, habillés pour le mariage, mais avec des plongeurs de la police à la recherche du lac. Ils disent à Gwenda que Leo s'est suicidé après avoir avoué avoir tué leur mère. Plus tard, les enfants sont vus en train de sauver Calgary de l'asile. Pendant ce temps, Leo est réveillé dans le bunker sous la maison et supplie d'être laissé sortir pendant que Kirsten s'éloigne en souriant. |             |                   |              |                                           |

## Critiques
Lucy Mangan, écrivant dans The Guardian, a donné au premier épisode cinq étoiles au maximum en déclarant: "La dernière adaptation, riche, sombre, adulte et inspirée par le chagrin et l'instabilité de l'après-guerre, est bien loin du soleil - toujours meurtrière, mais ensoleillée - des montagnes semées de graines de mil pour que Joan Hickson picore en tant que Miss Marple ".
Michael Hogan, écrivant dans The Sunday Telegraph, a attribué à l'épisode quatre étoiles sur cinq, en déclarant qu'"au début, c'était lourd et déroutant, avec des sauts dans le temps et un large éventail de personnages", mais que plus tard, "le rythme continuait et à la fin de l’heure, cette polarisation s’attache à moi ". Également dans le Sunday Telegraph, Ed Cumming a décrit la série comme "une écriture tendue", mais a mis en doute la nécessité de trois épisodes. Il a également noté que "tout le monde était si peu aimable".
Le Times a donné au premier épisode quatre étoiles sur cinq et a noté que, malgré le fait que la production ait à refaire 35 scènes avec le nouvel acteur Christian Cooke, la production était homogène. De même, le deuxième épisode a reçu quatre étoiles sur cinq. Le critique a déploré que la série ait été "suspendue pendant trois semaines au lieu de deux semaines", mais avait décrit l'épisode comme "agitant plutôt bien". Une mention spéciale a été faite à Matthew Goode qui "... ne s'est pas contenté de voler toutes les scènes dans lesquelles il se trouvait, il nous a convaincus que la scène lui appartenait en premier lieu". Le troisième épisode a également recueilli quatre étoiles sur cinq auprès du Times. Carol Midgley a déclaré que la fin où Leo Argyll avait fini par être enfermée dans le bunker par Kirsten, "inattendue". Elle a également déclaré que le complot était "trop chaud" et n'a pas montré si "les enfants d'Argyll étaient de la partie ou pensaient-ils qu'il s'était noyé?". Dans l'ensemble, Midgley a aimé "et a ajouté que" mis à part ces derniers moments de jumping-requin, je savourais toutes les choses sombres et délicieuses que l'écrivain Sarah Phelps avait apportées à l'histoire ".
Selon Radio Times, les réactions des téléspectateurs étaient positives, bien que certaines personnes aient indiqué que le programme était source de confusion en raison de ses sauts en avant et en arrière. D'autres ont critiqué sa musique et ont accusé les personnages masculins de se ressembler beaucoup,.